# Митре Пировски
Димитър (Митре) Киров Пировски е български революционер, деец на Вътрешната македоно-одринска революционна организация.

## Биография
Митре Пировски е роден в костурското село Косинец, тогава в Османската империя. Присъединява се към ВМОРО и е избран за член на Изпълнителния комитет на ВМОРО в Косинец, заедно с Дельо Марковски, Христо Руков и Атанас Палчев. През Илинденско-Преображенското въстание на 29 юли 1903 година е убит в Дъмбенската планина в сражение с турски аскер.